# Uwe Zerbe
Uwe Zerbe (* 23. Februar 1943 in Berlin-Staaken) ist ein deutscher Schauspieler.

## Leben
Uwe Zerbe ist gelernter Feinmechaniker. Seine Schauspielausbildung absolvierte er von 1967 bis 1971 an der Theaterhochschule Leipzig, wo er mit Diplom abschloss. Sein Bühnendebüt gab er 1971 am Theater Cottbus, wo er bis 1974 im Engagement blieb. Von 1974 bis 1979 war er fest am Theater Leipzig verpflichtet.
Ab 1979 hatte er Theaterengagements in Berlin, u. a. an der Kleinen Bühne „Das Ei“ (1979–1991), an der „Kleinen Revue“ (1986–1992) und am Kabarett „Die Distel“ (1993–1995). Als Gastschauspieler war er von 1983 bis 1986 u. a. am Theater Magdeburg, am Theater Stralsund und am Theater Neustrelitz engagiert. In der Spielzeit 1987/88 trat er Deutschen Theater Berlin auf. 
Von 1995 bis 1998 folgte ein Engagement am Hans-Otto-Theater in Potsdam. In der Spielzeit 2002/03 gastierte er an der „Kleinen Komödie Cottbus“, und in der Spielzeit 2003/04 erneut am Kabarett „Die Distel“ in Berlin. 2007 unternahm er mit „Köfers Komödiantenbühne“ eine Theatertournee.
Zerbe war auch als Film- und Fernsehschauspieler tätig. Der Regisseur Konrad Wolf verpflichtete ihn zusammen mit Peter Prager für Mama, ich lebe (1977) erstmals für eine Filmarbeit. In Konrad Wolfs Filmdrama Solo Sunny (1982) hatte Zerbe eine weitere Hauptrolle als Kaufhausleiter Wolfgang Matuschek, wobei Renate Geißler und Renate Reinecke seine Spielpartnerinnen waren. 
Zu DDR-Zeiten trat Zerbe unter anderem in der Fernsehserie Mensch Hermann sowie in mehreren Folgen der Fernsehreihe Polizeiruf 110 auf. Nach der Wende war er unter anderem in den Fernsehserien Wolffs Revier, Hallo, Onkel Doc! und In aller Freundschaft zu sehen. Er wirkte zuletzt auch häufig in Telenovelas mit, so in Bianca – Wege zum Glück (2004–2005), wo er in einer durchgehenden Hauptrolle den Verwalter von Gut Wellinghoff spielte, Verliebt in Berlin (2007) und Alisa – Folge deinem Herzen (2009). 
Seine letzte Rolle vor der Kamera hatte er als Butler Ghezzi in der Donna Leon-Verfilmung Das goldene Ei (2016).

## Filmografie

### Kinofilme
- 1977: Mama, ich lebe
- 1980: Solo Sunny
- 1980: Seitensprung
- 1981: Platz oder Sieg?
- 1983: Zille und ick
- 2001: Der Tunnel
- 2002: Grünes Licht (Kurzfilm)

### Fernsehen
- 1979: Der Staatsanwalt hat das Wort: Akte Zabel
- 1980: Polizeiruf 110: Vergeltung? (TV-Reihe)
- 1982: Polizeiruf 110: Im Tal (TV-Reihe)
- 1984: Front ohne Gnade (Fernsehserie, 2 Folgen)
- 1984: Polizeiruf 110: Schwere Jahre (1. Teil) (TV-Reihe)
- 1985: Johann Sebastian Bach (Fernsehserie, 2 Folgen)
- 1985: Zwei Nikoläuse unterwegs
- 1987: Mensch Hermann (Fernsehserie, 5 Folgen)
- 1987: Bebel und Bismarck (Miniserie)
- 1991: Polizeiruf 110: Der Fall Preibisch (TV-Reihe)
- 1998: Tatort: Tanz auf dem Hochseil (TV-Reihe)
- 1998: Julia – Kämpfe für deine Träume!
- 1999: Die Mörderin
- 1999: Die Handschrift des Mörders
- 1999: Der Erlkönig – Auf der Jagd nach dem Auto von morgen
- 2000: Die Wache: Stadtratten (Fernsehserie, eine Folge)
- 2000: St. Angela: Schmetterlinge im Bauch (Fernsehserie, eine Folge)
- 2000: Wolffs Revier: Wolffs Falle (Fernsehserie, eine Folge)
- 2000: In aller Freundschaft (Fernsehserie, 5 Folgen)
- 2000: Stubbe – Von Fall zu Fall: Tod des Models (TV-Reihe)
- 2000–2001: HeliCops – Einsatz über Berlin (Fernsehserie, 2 Folgen)
- 2000–2002: Die Rettungsflieger (Fernsehserie, 2 Folgen)
- 2001: Der Zauber des Rosengartens
- 2001: Ich kämpfe, solange Du lebst
- 2002: Edgar Wallace – Whiteface
- 2002: Die Cleveren: Die Zwillinge (Fernsehserie, eine Folge)
- 2002–2003: Hinter Gittern – Der Frauenknast (Fernsehserie, 11 Folgen)
- 2002–2004: Inspektor Rolle (Fernsehserie, 4 Folgen)
- 2003: Bei aller Liebe (Fernsehserie, 2 Folgen)
- 2004: Stauffenberg
- 2004: Liebe ohne Rückfahrschein
- 2004–2005: Bianca – Wege zum Glück (Fernsehserie, 200 Folgen)
- 2005: Brautpaar auf Probe
- 2007: Verliebt in Berlin
- 2008: Hallo Robbie!: Rettung aus der Luft (Fernsehserie, eine Folge)
- 2009: Alisa – Folge deinem Herzen
- 2010–2011: Rote Rosen (Fernsehserie, 8 Folgen)
- 2014: SOKO Wismar: Die Leiden des Sammlers (Fernsehserie, eine Folge)
- 2016: Donna Leon – Das goldene Ei (TV-Reihe)

## Theaterrollen (Auswahl)
- 1971–1974: Der Heiratsantrag (Rolle: Lomow), Städtisches Theater Cottbus
- 1971–1974: Der Kaukasische Kreidekreis (Rolle: Simon), Städtisches Theater Cottbus
- 1972–1974: König Johann (Rolle: König Philipp), Städtisches Theater Cottbus
- 1973–1974: Romeo und Julia (Rolle: Tybalt), Städtisches Theater Cottbus
- 1974–1979: Der Sturm (Rolle: Ariel), Städtisches Theater Leipzig
- 1975–1979: Don Carlos (Rolle: Don Carlos), Städtisches Theater Leipzig
- 1976–1979: Die Räuber (Rolle: Franz Moor), Städtisches Theater Leipzig
- 1979–1991: Die Streiche des Scapin (Rolle: Argante), Kleines Theater „Das Ei“, Berlin
- 1987–1988: Emilia Galotti (Rolle: Prinz), Deutsches Theater, Berlin
- 1995–1998: Das Bernsteinzimmer (Rolle: Bruno Steinlein), Hans-Otto-Theater, Potsdam
- 1997–1998: Der Raub der Sabinerinnen (Rolle: Professor Gollwitz), Hans-Otto-Theater, Potsdam
- 2002–2003: Keine Leiche ohne Lily (Rolle: Inspektor Baxter), Kleine Komödie, Cottbus
- 2002–2003: Der Besuch der alten Dame (Rolle: Alfred Ill), Kleine Komödie, Cottbus
- 2002–2003: Der Raub der Sabinerinnen (Rolle: Professor Gollwitz), Kleine Komödie, Cottbus
- 2007: Zwei Mann an einem Herd (Rolle: Reinhold Sabel), Köfers Komödiantenbühne, Tournee

## Hörspiele
- 1980: Wolfgang Mahlow: Zwischen gestern und morgen (Mann) – Regie: Christa Kowalski (Hörspiel – Rundfunk der DDR)